# جزيرة توندا
جزيرة توندا وهي جزيرة صغيرة من جزر إندونيسيا، وتقع في بحر جاوة في إقليم بنتن.